# 進歩党 (韓国 2017)
進歩党（しんぽとう、韓国語:  진보당）は、2017年10月15日に結成された韓国の革新政党である。

## 概要
2017年10月15日の午前、国会議員会館で民衆連合党と新民衆政党が合同会議を開催、両党の合同によって新政党「民衆党」（みんしゅうとう、韓国語:  민중당）を創立する事とし、基本政策や党憲、党規、代表団の構成を決定。同日午後にソウル市庁舎前広場で党員1万名余が出席して出帆式が行われた。
結党時点で国会に1議席 を有し、2018年の第7回全国同時地方選挙で基礎議会に11議席を獲得した。だが、2020年の第21代総選挙では議席を獲得できず、地方議会にのみ議席を有する政党となった。これを受け、民衆党は同年6月20日に新しい党指導部を発足させると同時に、党名を「進歩党」へと変更した。
2023年4月5日に行なわれた補欠選挙で、全州市選挙区で議席を獲得し、再び国会の院内政党に復帰した。
補欠選挙の翌年2024年4月10日に行われた第22代総選挙では最大野党である共に民主党と選挙協力を実施し、地域区（蔚山市北区）で1名が当選、比例代表では共に民主連合（民主党の比例衛星政党）の名簿に加わって2名を当選させた。

## 党指導部
- 結党時点（出典：[6]）
  - 常任代表
  - 金鍾勳（前新民衆政党代表）
  - キム・チャンハン（前民衆連合党常任代表）
  - 院内代表
  - ユン・ジョンオ

- 2020年6月20日時点（出典：[7]）
  - 常任代表
  - 金在姸
  - 共同代表
  - 安柱龍（農民進歩党代表）
  - チョ・ヨンシン（一般代表）
  - ユン・ヒスク（一般代表）
  - キム・ギワン（労働者党代表）
  - イ・ギョンミン（貧民進歩党代表）
  - ソン・ミョンスク（青年進歩党代表）
  - 事務総長
  - 金根來

## 外交的立場
反帝国主義・左翼ナショナリズム政党であり、日本に対し非常に敵対的（反日的）である他、反米性向も強い。
一方、2019年 - 2020年香港民主化デモが発生した際、8月末の関連論評において「香港は中国の一部」だとし、デモ隊に否定的な立場を表して中国共産党をかばった。このため、党内や同じ革新政党の正義党や労働党の支持者にも批判されている。その後、2019年11月の党の人権委員会の論評においては、中国が主張することを認められるのは難しくなり、中国が標榜する社会主義の理想と非武装した香港市民に対する暴力的鎮圧が共存できないことも明らかであると路線を修正し、中国政府の強硬対応路線と暴力による鎮圧を糾弾した。

## 選挙結果
| 代     | 年月日        | 結果 | 結果   | 結果      | 結果       | 備考                    |
| 代     | 年月日        | 合計 | 地域区 | 比例 代表 | 政党得票率 | 備考                    |
| ------ | ------------- | ---- | ------ | --------- | ---------- | ----------------------- |
| 第21代 | 2020年4月20日 | 0    | 0      | 0         | 1.05%      | 改選前の議席数は1議席。 |
| 第22代 | 2024年4月10日 | 3    | 1      | 2         |            | 比例議席は共に民主連合  |

| 回    | 年月日        | 広域団体長 選挙 | 基礎団体長 選挙 | 広域議会選挙 | 広域議会選挙 | 基礎議会選挙 | 基礎議会選挙 |
| 回    | 年月日        | 広域団体長 選挙 | 基礎団体長 選挙 | 地域区       | 比例区       | 地域区       | 比例区       |
| ----- | ------------- | --------------- | --------------- | ------------ | ------------ | ------------ | ------------ |
| 第7回 | 2018年6月13日 | 0               | 0               | 0            | 0            | 11           | 0            |